# Killzone 2
Killzone 2 est un jeu vidéo développé par le studio néerlandais Guerrilla Games et édité par Sony Computer Entertainment, sorti en 2009 sur la console PlayStation 3. Il s'agit d'un jeu de tir à la première personne (FPS) qui fait partie de la série Killzone.
L'action se déroule deux ans après les évènements du premier épisode. Les troupes de l'ISA, l'armée terrienne, s'apprêtent à envahir la planète Helghan afin de capturer le leader Helghast, Scolar Visari. Le jeu est situé dans un monde de conquête de l'espace.
Il fait maintenant partie de la gamme Platinum, vendu à 15 €.

## Synopsis
Deux ans se sont écoulés depuis la tentative d'invasion de Vekta par l'Empire Helgaste et sa libération par le capitaine Jan Templar des Forces de Réactions Rapide, qui fut promu colonel et héros de guerre. L'ISA décide de mettre fin à la guerre et aux ambitions des Helgasts en lançant en 2359 l'invasion de la planète Helghan afin de capturer l'Autarque Scolar Visari pour le juger publiquement ; mission menée par nul autre que le colonel Jan Templar. Visari, s'attendant à l'invasion, décide de donner carte blanche au chef de sa garde personnelle et leader favori, le colonel Mael Radec, pour défendre Helghan à tout prix.
Fin stratège, Radec va mettre en place une défense extrêmement bien organisée. En effet, à l'arrivée de la première vague d'invasion des troupes de l'ISA, celles-ci se font littéralement massacrer. Cependant, contre toute attente, l'unité Alpha — dirigée par le capitaine Jason Narville et les sergents Sevchenko et Velasquez — réussit à se frayer un chemin à travers la planète…

## Système de jeu
Killzone 2 est un jeu d'action à la première personne classique dans son principe qui mise sur l'intensité des combats dans un univers futuriste ravagé. Il propose deux modes de jeu : le mode solo « Campagne » et le mode multijoueur en ligne « Zone de guerre ».

## Solo
Dans le mode solo, le joueur incarne Sev, un membre de l'unité Alpha des forces spéciales de l'ISA, engagé dans l'invasion d'Helghan.
Le personnage porte une arme primaire, par défaut un fusil d'assaut, et une arme secondaire, un revolver. Il dispose également d'un couteau pour le combat rapproché, et d'un lot de grenades à main.
Le mode implémente le système de couverture « lean and peek » : le personnage peut s'accoler aux éléments du décor pour se protéger et se découvrir subrepticement afin de jeter un coup d'œil ou faire feu. Le personnage est amené à utiliser des mitrailleuses fixes, une tourelle anti-aériennes ainsi qu'un char d'assaut et un exosquelette motorisé. Le système de détection de mouvement Sixaxis de la manette est requis pour ajuster la visée lors de l'utilisation du fusil de précision, pour ouvrir des valves et activer des charges explosives.
Le mode propose quatre niveaux de difficulté : Recrue, Soldat, Vétéran, Elite.

## Multijoueur
Le mode multijoueur en ligne permet à 32 joueurs divisés en deux équipes (ISA contre Helghasts) de s'affronter avec un système de squad à quatre. Il est possible de former un clan pouvant lancer des défis à d'autres clans. Il propose un système de grade qui permet de débloquer des classes de personnage et des armes au fur et à mesure de la progression.

### Classes de personnage
Le joueur dispose de sept classes de personnage ayant chacune des facultés spécifiques. Une faculté principale propre à la classe et une faculté secondaire qui peut être combinée aux autres classes. Cette faculté secondaire n'est débloquée qu'après avoir obtenu un objectif précis avec la faculté principale et la possibilité de la combiner n'est débloquée qu'après avoir obtenu un objectif précis avec la faculté secondaire.
- Le soldat est une unité de base sans faculté spécifique mais qui dispose d'un panel d'armement très large allant du fusil d'assaut au lance roquette en passant par le fusil à pompe et les mitrailleuses.
- Le médecin (Medic) a pour faculté principale de soigner les équipiers mortellement blessés et pour faculté secondaire de déposer au sol des packs de soin. Il ne dispose que du fusil d'assaut de base comme arme principale.
- Le sapeur (Engineer) a pour faculté principale de disposer des tourelles automatiques et pour faculté secondaire de réparer certains éléments (tourelle automatique, mitrailleuse fixe, caisse de munition). Il ne dispose que du fusil à pompe comme arme principale.
- Le tacticien (Tactician) a pour faculté principale de pouvoir déposer des fumigènes servant de point de ré-apparition et en faculté secondaire de déposer une balise qui appelle un drone de support aérien. Il ne dispose que du fusil d'assaut de base comme arme principale.
- Le commando (Assault) dispose d'une armure lourde qui accroît sa résistance et d'un système de boost qui lui permet de se déplacer à grande vitesse pendant un court laps de temps tout en regénérant sa santé. Il ne dispose que du lance grenade et de deux autres lance-roquettes comme arme principale.
- Le saboteur (Saboteur) a pour faculté principale de pouvoir se déguiser en l'un des membres de l'équipe adverse (en usurpant même son nom sur son icône) et pour faculté secondaire de pouvoir déposer des mines de proximité. Il ne dispose que du pistolet mitrailleur et du fusil de bataille comme arme de principale.
- L'éclaireur (Scout) a pour faculté principale d'utiliser un camouflage optique le rendant presque invisible (quand il est immobile) et pour faculté secondaire de pouvoir « marquer » ses adversaires pour qu'ils apparaissent sur le radar de son équipe. Il ne dispose que du fusil de précision comme arme principale.

### Types de mission
Le mode multijoueur dispose de huit cartes au lancement du jeu (d'autres seront proposées par la suite en téléchargement) où se déroule des sessions de jeu paramétrables et dynamiques pouvant proposer jusqu'à 5 types de missions différentes sans interruption.
- Massacre (Body count) : un match à mort par équipe classique avec limite de temps et compteur de frag. L'équipe qui atteint le nombre de frag prédéterminé ou effectue le plus grand nombre de frag à la fin du temps imparti, emporte le point.
- Recherche et destruction (Search and destroy) : une des équipes doit protéger deux cibles alors que l'équipe adverse doit y poser une charge. L'équipe de défense gagne le point si elle tient en échec l'équipe qui attaque jusqu'à la fin du temps imparti. L'équipe qui attaque gagne si elle arrive à piéger les deux cibles et empêche l'équipe de défense de les désamorcer avant la fin du compte à rebours.
- Recherche et récupération (Search and retrieve) : un haut-parleur de propagande apparaît dans une zone neutre de la carte. Chaque équipe doit tenter de ramasser celui-ci afin de le déposer sur la cible du camp adverse pour faire apparaître un nouvel haut-parleur de propagande. L'équipe qui amène le nombre de haut-parleurs de propagande requis dans le camp adverse avant la fin du temps imparti ou obtient le plus grand nombre de haut-parleurs de propagande « livrés » à la fin du temps imparti emporte le point.
- Assassinat (Assassination) : un joueur est désigné comme cible. Il a 20 secondes pour se mettre à couvert avant d'apparaître sur le radar du camp ennemi. Ensuite, il doit rester en vie jusqu'à ce que sa jauge soit pleine, dans la zone matérialisée en vert sur le radar (qui exclut sa base) ou alors jusqu'à la fin du temps imparti. Une cible mortellement blessée n'est pas comptée comme morte tant qu'elle n'est pas achevée ou ne réapparaît pas.
- Capture et contrôle (Capture and hold) : trois bases de propagande sont dispersées sur la carte et chaque équipe doit se battre pour obtenir leur contrôle afin d'augmenter sa jauge de propagande. La première équipe à remplir sa jauge ou celle qui a la jauge la plus remplie à la fin du temps imparti emporte le point.

À la fin de la session, l'équipe qui a gagné le plus de manches gagne la partie et chaque joueur voit son score majoré par un coefficient de 1,5. De plus, le joueur obtient des rubans quand il réussit certains objectifs durant la session (tirs en pleine tête, survivre à une manche d'assassinat…). Quand il obtient 8 rubans identiques, il obtient la médaille correspondante débloquant un bonus (multiplicateur de point spécifique, faculté secondaire, arme...).

### Cartes
Le jeu dispose au départ de 8 cartes, toutes reprises de la campagne solo :
- Marché de Salomone, c'est la deuxième plus grande carte. C'est un endroit urbain particulièrement sombre avec deux place de marché reliées entre elles. Deux grands bâtiments sont situés au centre reliés entre eux par une passerelle.
- Industries helghastes, une carte de taille moyenne divisée en deux parties par une usine et un bâtiment de communication reliés entre eux par des passerelles. Ce complexe industriel est entouré par des taudis.
- Académie Radec, qui comme son nom l'indique, se déroule dans une académie militaire Helghast. De taille moyenne cette carte possède deux niveaux et un souterrain. L'académie possède un amphithéâtre, des cuisines, des douches, une bibliothèque, des cachots, un garage ainsi qu'une grande cour intérieure.
- Canal Sanglant : Une zone urbaine très dense qui s'étend sur plusieurs niveaux autour d'un canal asséché.
- Dépôt Tharsis, il s'agit de la plus petite carte du multijoueur avec l'Académie Radec. Ce niveau est inspiré de la raffinerie Tharsis de la campagne solo. Il s'agit d'une plate-forme souterraine en suspension traversée par de nombreux tuyaux et conduits. Un bâtiment à 2 niveaux se trouve au centre. L'ISA et les Helghasts ont chacun leurs propre base.
- Le marteau de Visari : Une carte avec de nombreuses tours et plateforme entourant une grande superstructure. Sa particularité est que les bâtiments sont peu nombreux, mais obligent à tout contourner pour traverser la carte.
- La traversée de Corinth, cette carte comprend un immense pont qui relie les deux rives où se trouve respectivement les bases des deux factions. Les joueurs peuvent se battre sur trois niveaux différents.
- Hauteurs de Pyrrhus, c'est la carte la plus grande. Elle est divisée en deux zones (une petite et une grande) reliées entre elles par trois ponts. La taille de la carte permet des combats à longue distance malgré une tempête de sable, elle est généralement préférée des snipers (ou éclaireurs).

Il y a sur le PSN des contenus téléchargeables disponibles, avec chacun 2 cartes :
- Acier et titane :
  - Le Croiseur de Vecta, où les combats se déroulent dans un Croiseur de l'ISA ;
  - Missile dans les friches : où l'on se trouve sur un train en marche (très impressionnant)[1].
- Éclair et tonnerre : Ces cartes sont inspirées de Killzone[2].
  - La Plage
  - Collines du Sud.
- Napalm et Cordite : Ces cartes permettent d'utiliser le lance-flamme et le fusil à décharge[3].
  - Falaise de Suljeva
  - Tours sentinelles

## Développement
Killzone 2 est dévoilé en 2005 lors de l'Electronic Entertainment Expo (E3), conjointement à la PlayStation 3, avec une bande annonce restée dans les mémoires[réf. nécessaire], à la fois pour ses qualités visuelles impressionnantes et la controverse qui s'ensuivit, les développeurs ayant laissé planer un doute quant à la nature de la vidéo, en réalité pré-calculée (un target render). La seconde apparition du jeu eut lieu deux ans plus tard lors de l'E3 2007, au travers une démonstration en temps réel. Les journalistes purent alors tester le jeu pour la première fois le 6 mai 2008 à Londres, lors du PlayStation Day.
Le budget de développement de Killzone 2 est estimé entre 25 et 35 millions d'euros,.
Une anecdote est que, pour finir le jeu à temps, le studio a dû utiliser un générateur diesel car la ville d'Amsterdam ne produisait pas assez d'électricité.
C'est Joris De Man qui s'est chargé de la bande son du jeu et l'a enregistrée à Abbey Road.

## Critiques
Les premières critiques reprochent à Sony la communication autour du jeu, la conférence à l'E3 2005 montrait une cinématique immersive, présentée comme une phase de gameplay en temps réel, alors que c'était uniquement des phases dites « précalculées ». Le trailer surpasse largement les limites techniques de la console, les présentations plus avancées montrent une qualité dégradée dit « downgrades »,. Il semblerait d'ailleurs que cette vidéo était seulement destinée à un usage interne,.
La plupart des journalistes ont encensé les graphismes, mais reproché le manque d'originalité dans le scénario et dans l'atmosphère (armes, modes de jeu…).
La principale critique vient du fait qu'il n'y a pas de multijoueur en écran splitté (ou offline) donc pas de coop ni de deathmatch sur la même console. Ensuite, les tirs secondaires qui étaient présents sur le premier ont disparu.
Il est considéré comme l'un des jeux les plus joués sur le PSN à ce jour[Quand ?].
Le site Eurogamer considère Killzone 2 comme un accomplissement technique majeur, un des jeux les "plus frappants visuellement de toute sa génération" : le site estime que, dix ans après sa sortie, Killzone 2 est "toujours magnifique" et continue de "surpasser de la tête et des épaules la majorité des jeux PlayStation 3" en termes "d'ambition technique" et de "vision artistique".

## Rééditions
- 2012 - PlayStation 3 dans la compilation Killzone Trilogy.